# Hornet (Schiff, 1941)
Die USS Hornet (CV-8) war ein Flugzeugträger der US-Marine. Er gehörte zu den Trägern der Yorktown-Klasse und kam während des Zweiten Weltkriegs im Pazifik zum Einsatz. Von ihr starteten 1942 die am Doolittle Raid beteiligten Bomber.

## Geschichte
Der Flugzeugträger wurde am 14. Dezember 1940 in Newport News, Virginia, fertiggestellt und am 20. Oktober 1941 in Dienst gestellt. Erster Kommandant war Captain Marc A. Mitscher.

### Einsätze

#### Doolittle Raid

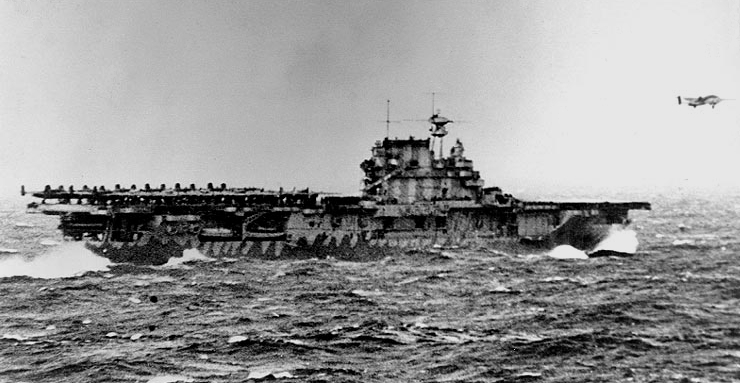
Start eines B-25-Bombers von der USS Hornet zum Angriff auf Tokio, weitere B-25-Maschinen wartend an Deck

Am 2. Februar 1942 verließ die Hornet den Hafen in Norfolk mit zwei B-25-Bombern an Bord. Zum Erstaunen der Besatzung starteten die Flugzeuge auf hoher See zu einem Übungseinsatz. Später sollte sich dies als Probe für die Operation Doolittle Raid herausstellen.
Zwei Monate später machte sich die Hornet mit 16 B-25-Bombern und 134 Mann Bomberbesatzungen auf den Weg nach Japan, um einen Bombenangriff auf Japan (Doolittle Raid) durchzuführen.
Am 11. April wurde das Luftschiff L-8 von San Francisco aus entsandt, um 136 kg (300 lbs) Ersatzteile zur Hornet zu bringen. Sie wurden für die B-25 benötigt. Das Abseilen der Fracht erforderte genaues Manövrieren, da fast das gesamte Deck mit den Flugzeugen zugestellt war, die wegen ihrer Größe nicht unter Deck gebracht werden konnten.
Am 13. April schloss sich der Flugzeugträger bei den Midwayinseln mit der Enterprise und den Kreuzern und Zerstörern der Task Force 16 zusammen. Ursprünglich sollte der Verband bis etwa 400 Seemeilen vor die japanische Küste vordringen, jedoch wurde er am 18. April von dem japanischen Patrouillenboot Nitto Maru entdeckt und gemeldet. Deshalb entschied Admiral William F. Halsey, die Operation Doolittle Raid sofort zu starten.

#### Schlacht um Midway
Anfang Juni 1942 spielte die Hornet eine wichtige Rolle in der siegreichen Schlacht um Midway.

#### Schlacht bei den Santa-Cruz-Inseln

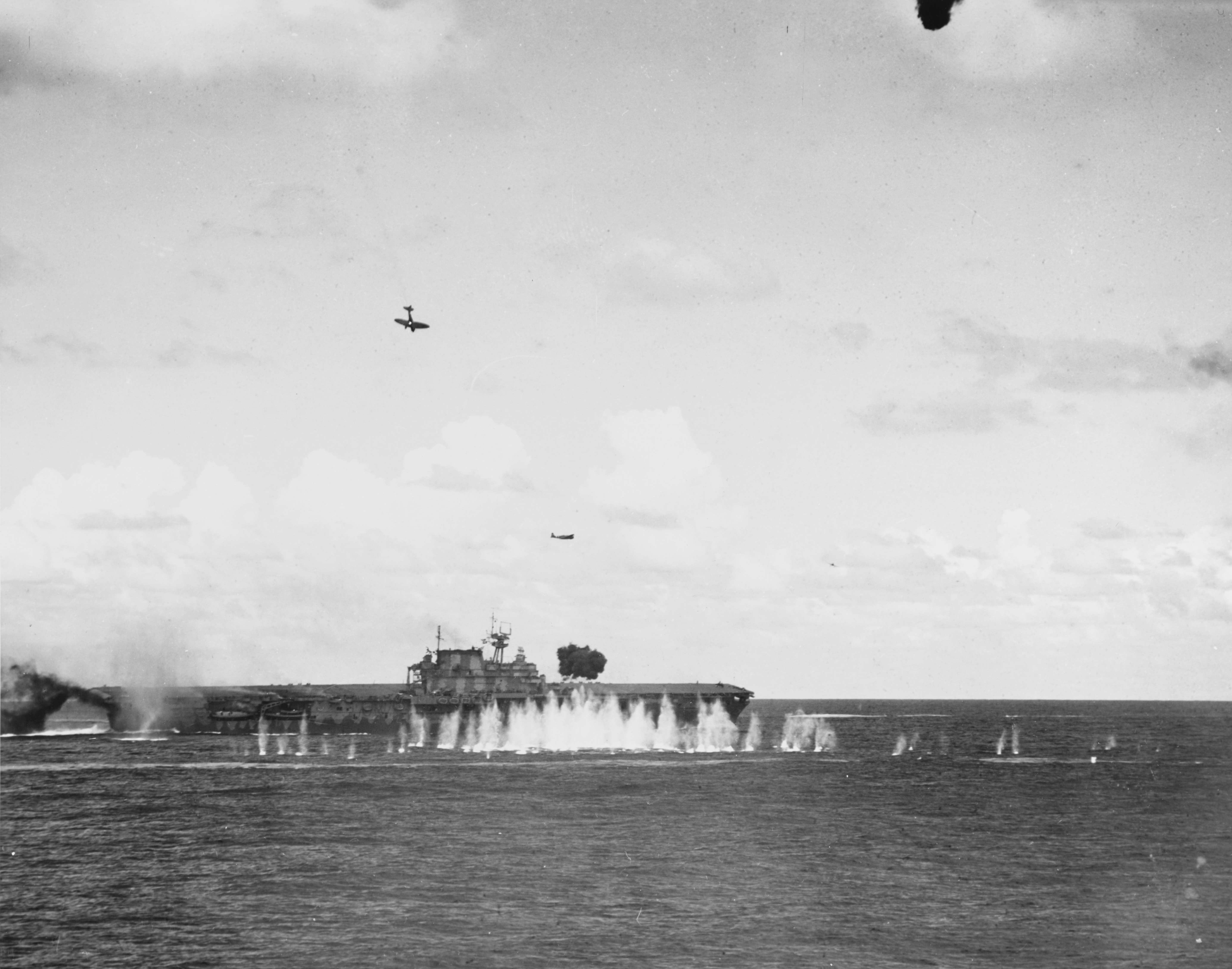
Japanischer Luftangriff auf die Hornet

Ihr Verband kreuzte am 26. Oktober 1942 bei den Santa-Cruz-Inseln, um die japanische Flotte abzufangen. Nach erfolgreicher Aufklärung des japanischen Verbandes startete sie ihre 54 Flugzeuge in zwei Wellen.
Die Japaner griffen ihrerseits den amerikanischen Verband mit Torpedobombern und Sturzkampfflugzeugen an. Warnmeldungen erreichten die Gruppe zu spät. Um 09:10 Uhr Ortszeit erhielt die Hornet einen ersten Bombentreffer auf der Steuerbordseite des Flugdecks. Drei Minuten später durchschlug ein abstürzendes japanisches Flugzeug das Flugdeck. Von dessen drei mitgeführten Bomben explodierten zwei mit je 50 kg beim Einschlag. Sieben Minuten später prallte ein weiteres Flugzeug der Japaner in die vordere Geschützbatterie an der Backbordseite und explodierte. In beiden Fällen blieb ungeklärt, ob die Piloten ihre Flugzeuge vorsätzlich auf den Träger stürzten oder ob es sich um Unfälle im Kampfgeschehen handelte.
Schleppversuche durch den Schweren Kreuzer Northampton misslangen wegen der andauernden Angriffe der Japaner. Man erkannte, dass das Schiff nicht mehr zu retten war, da es stark brannte, und gab den Begleitzerstörern Mustin und Anderson den Befehl zum Versenken des Schiffs. Sie schossen neun Torpedos und ca. 300 Granaten vom Kaliber 127 mm auf die Hornet ab. Dies reichte für ein schnelles Sinken des Trägers aber nicht aus, die Hornet wurde daraufhin ihrem Schicksal überlassen. Letztlich gaben ihr die japanischen Zerstörer Makigumo und Akigumo mit vier Long-Lance-Torpedos den Fangschuss. Die USS Hornet sank am 27. Oktober 1942 gegen 01:35 Uhr Ortszeit vor den Santa-Cruz Inseln. Der Großteil der Besatzung konnte durch die Begleitschiffe übernommen und so gerettet werden. Insgesamt starben 111 Mann, 108 wurden verwundet.
Für ihre Einsätze erhielt die Hornet vier Battle Stars. Ihre Versenkung stellt bis jetzt den letzten Verlust eines großen Flottenträgers der US-amerikanischen Marine dar.

### Wrack
Im Januar 2019 fand das Tiefseeforschungsschiff Petrel des verstorbenen Microsoft-Mitbegründers Paul Allen das Wrack der Hornet in 5400 Metern Tiefe nahe der Salomon-Inseln. Um den genauen Ort des Untergangs zu finden, wertete die Crew die Informationen von weiteren Kriegsschiffen aus, welche bis kurz vor dem Untergang noch Kontakt zu der USS Hornet hatten.
Der Flugzeugträger liegt aufrecht auf dem Meeresboden, die Brücke und ein Teil des Hecks sind zerstört und liegen um das Wrack verstreut auf dem Meeresgrund.